# Tërllobuq
Tërllobuq (albanisch auch Tërllobuqi oder ugs. Tërllabuq/Tërllabuqi; serbisch Трлабућ Trlabuć) ist ein Dorf in der kosovarischen Großgemeinde Vushtrria.

## Geschichte
Vor dem Kosovokrieg lebten mindestens 100 Menschen im Ort, doch nach der Zerstörung der Häuser und Wohnungen wanderten alle Einwohner nach Vushtrria ab. Nur zwei Familien kehrten nach dem Krieg zurück. Die Ruinen sind heute noch so erhalten wie am Ende des Krieges.

## Bevölkerung
Bei der Volkszählung 2011 wurden in dem Ort 125 Einwohner erfasst, von denen sich alle bis auf eine Person als Albaner bezeichnet haben.
Das Dorf ist nicht an öffentliche Verkehrsmittel angeschlossen.